# Hebdomadaire régional
Un hebdomadaire régional est un journal dont la parution est hebdomadaire et dont la diffusion est limitée sur le plan géographique à un ou plusieurs départements. Le terme régional n'est alors pas compris dans un sens administratif. Par extension, est également appelé hebdomadaire régional, un journal qui paraît de 2 à 3 fois par semaine bien qu'il s'agisse en réalité d'un bi-hebdomadaire ou d'un tri-hebdomadaire.

## En France
En France, c'est l'un des très rares secteurs de la presse écrite à afficher une santé     florissante, avec 9 millions de lecteurs achetant 287 titres. Les différentes formes de publicité représentaIent 60 % du chiffre d'affaires en 2010, dont 24 % pour les ventes au numéro et 16 % pour les abonnements. L'imprimerie ne représente que 9,6 % des coûts.
Le chiffre d'affaires du secteur n'était que de 135 millions d'euros en 2001, alors que la publicité ne représentait qu'un tiers de ses revenus, soit environ 45 millions d'euros. En 2012, le chiffre d'affaires publicitaires de ce secteur représentait 65 millions d'euros pour le seul premier semestre ce qui le place en mesure de faire mieux que le montant de 131 millions d’euros enregistré en 2010, trois fois plus qu'une décennie plus tôt.
Le journal La Manche libre est le premier hebdomadaire régional de France, avec près de 58000 exemplaires vendus par semaine. Le premier groupe du secteur est toutefois Publihebdos, avec 75 hebdomadaires régionaux dont 15 gratuits. Il représente entre le tiers et le quart de ceux existant en France. Avec 740.000 exemplaires par semaine, 2,6 millions de lecteurs, 900 salariés et 78 Millions d'euros de chiffre d'affaires, c'est aussi le premier groupe français de presse hebdomadaire, tous secteurs confondus.
Filiale de Groupe SIPA - Ouest-France,il a racheté en 2001 19 hebdomadaires ou bihebdomadaires du groupe normand Méaulle, qui édite plusieurs journaux gratuits, puis en 2005 les hebdomadaires parisiens du groupe Socpresse ("Toutes les nouvelles de Versailles" et "La Gazette du Val d'Oise") et en 2007 15 titres du groupe Hersant Média. Son chiffre d'affaires était de 78 millions d'euros en 2008 pour environ 900 salariés en 2007.

### Fédération des hebdomadaires
La majorité des hebdomadairesrégionaux français paraissent le jeudi.
Voir : Presse écrite régionale en France
- Le Syndicat de la presse hebdomadaire régionale  (SPHR)

### Salariés
Selon une étude réalisée en 2010 auprès de 42 sociétés éditrices pour un ensemble de 104 titres, le secteur emploie 32 % de journalistes, 42 % d'employés, 16 % de cadres et 8 % d'ouvriers.Chez les journalistes, les femmes n'occupent que 36 % des postes, mais elles dominent la catégorie « employés » avec 80 %.
La diffusion moyenne est de 8 506 exemplaires et le prix de vente moyen de 1,21 euro.